# Fernando Cabrera (músico)
Fernando María Cabrera Seijas (Montevideo, 8 de diciembre de 1956) es un guitarrista, cantante y compositor de música popular uruguayo. También escribe poesía, enseña y produce música. Posee una extensa carrera como solista; se ha desempeñado como compositor de música para películas y como arreglador musical. Es considerado como un autor de referencia, que con su obra ha influenciado a la nueva generación de jóvenes creadores de la música popular uruguaya. En junio de 2012 recibió el Premio Graffiti a la Trayectoria.

## Biografía
Nacido en el barrio Paso Molino de Montevideo, estudió música desde su infancia, comenzando con la guitarra a los seis años con la profesora Porrati de Marín. Luego pasó por el Conservatorio Universitario en la carrera de Composición y Orquestación con Federico García Vigil, Graciela Paraskevaídis y Coriún Aharonián.
En sus comienzos artísticos hacia 1977, integró el trío MonTRESvideo junto a Gustavo «Pacho» Martínez y Daniel Magnone, con los que, tres años después, grabó un disco.
En 1982, conformó el grupo Baldío junto a los músicos Andrés Recagno, Gustavo Etchenique y Andrés Bedó, a los que se sumó, al año siguiente, Bernardo Aguerre para la grabación de su único disco.

## Solista
En 1984, comenzó su carrera solista, la cual quedó registrada en el álbum "El viento en la cara" para el sello Ayuí / Tacuabé ese año. A partir de ese momento su producción ha sido ininterrumpida, registrando alrededor de quince trabajos musicales, entre los que se cuentan cinco discos de vinilo para distintos sellos y seis compactos para Ayuí / Tacuabé.
Hacia 1985, participó del Festival de la Juventud en Moscú y, en 1986, realizó los arreglos del primer disco de Gustavo Nocetti.
Trabajó con Eduardo Mateo en 1987 y al año siguiente se trasladó a La Paz, Bolivia, donde fue arreglista de varios músicos.
Fue reconocido como Mejor solista Internacional del año (junto a Joaquín Sabina y Manu Chao) en el año 2003 por la Revista Rolling Stone Argentina (voto de Críticos).
Su disco "Canciones Propias" 2010, Ayuí / Tacuabé en el que registró -por primera vez en su extensa carrera- una selección de títulos clásicos del cancionero popular uruguayo homenajeando a otros artistas, obtuvo amplio reconocimiento recibiendo el "Premio Iris 2011 de la TV uruguaya" como Mejor disco del año y tres "Premios Graffiti a la música uruguaya": Mejor álbum del año, Mejor álbum de música popular y canción urbana y Mejor diseño de arte.
Dijo sobre "Canciones Propias", Humphrey Inzillo en la "Revista Rolling Stone":

"En el momento exacto en que el ámbito de la canción popular enfoca a Fernando Cabrera y sus composiciones se proyectan como un faro hacia ambas márgenes del Río de la Plata, el autor de “El tiempo esta después” da un paso al costado y sin encandilarse, se corre del “seguidor”. “Canciones Propias”, ostenta también, un sentido didáctico: un canción posible…(podría ser el primer volumen de un Real Book del Uruguay)"

En 2012 trabaja en la edición de "Intro" un libro de 65 poemas inéditos con un DVD en la solapa que será su primera publicación en este particular formato desglosando letra y música.
Junio de 2024 Fernando Cabrera ha lanzado una canción en homenaje a Felipe "Plef" Cabral, un graffitero y miembro del grupo de rap uruguayo Magia Negra Squad asesinado en 2019. La canción describe con detalle el trágico suceso y rinde tributo tanto a Plef como a su padre, Mario "Chichito" Cabral.

## Libros
- 56 canciones y un diálogo (entrevista de Alicia Migdal, Trilce, 1992).[9]
- Intro, libro + DVD (poemas y canciones) (Ayuí / Tacuabé, 2012).[7]
- Cabrera según Fernando de Andrés Pampillón y Jorge Temponi. Montevideo: Aguilar, 2015.[10]

## Discografía

### Con MonTRESvideo
- MonTRESvideo (Ayuí / Tacuabé a/e25. 1981)

### Con Baldío
- Baldío (Sondor 144297. 1983)

### Como solista
- El viento en la cara (Ayuí / Tacuabé a/e43. 1984)
- Autoblues (Orfeo, 1985)
- Buzos Azules (Orfeo SULP 90828. 1986)
- Mateo & Cabrera (con Eduardo Mateo, 1987)
- El tiempo está después (Orfeo. 1989)
- Fines (Ayuí / Tacuabé ae116cd, 1993) (el primero en editarse en CD, el primer CD editado por Ayuí/Tacuabé)
- El Dirigible (banda sonora original de la película. Ayuí / Tacuabé ae127cd, 1994)
- Río (Ayuí / Tacuabé ae147cd, 1995)
- Ciudad de la Plata (Ayuí / Tacuabé ae193cd, 1998)
- Viveza (Ayuí / Tacuabé ae260cd, 2002)
- Bardo (Ayuí / Tacuabé ae300cdm, 2006)
- Ámbitos (grabado junto a Eduardo Darnauchans en el Teatro Solís en 1991. Ayuí / Tacuabé ae330cd. 2008)
- Canciones propias (Ayuí / Tacuabé ae358cd, 2010)
- Viva la patria (Ayuí / Tacuabé a/e 391, 2013)
- Fernando Cabrera canta Mateo y Darnauchans (Ayuí / Tacuabé a/e 410, 2015)
- 432 (Ayuí / Tacuabé a/e 423, 2017)
- Simple (Ayuí / Tacuabé, 2020)

### Reediciones y recopilaciones
- Década (Recopilación. Ayuí / Tacuabé a/e74k, 1989)
- El tiempo en la cara (Recopilación. Incluye el disco El viento en la cara y varios bonus tracks. Ayuí / Tacuabé ae111cd, 1995)
- Tránsito (Recopilación. Ayuí / Tacuabé y Posdata pd 2011, 1999)
- Noventa (Recopilación. Incluye canciones de los discos Fines, Música para El Dirigible, Río y Ciudad de la Plata. Ayuí / Tacuabé ae324cd, 2007)
- El tiempo está después (Recopilación. 2004)
- El tiempo en la cara (incluye el disco El viento en la cara y varios bonus tracks.. Bizarro Records. 2006)
- Autoblues (Reedición. Bizarro Records. 2009)
- El tiempo está después (Reedición. Bizarro Records. 2011 - Reeditado en vinilo en 2018.)
- No Recuerdo (Recopilación. Ayuí / Tacuabé. 2019.)

### DVD
- intro. (Ayuí / Tacuabé A/L001DVD. 2012

### Actos especiales
- Jamás leí a Onetti: aparición como músico en el documental del director Pablo Dotta, con una canción dedicada a Juan Carlos Onetti, (2009)

## Premios
- 2003 Críticos Revista Rolling Stone: Mejor solista Internacional del año (junto a Joaquín Sabina y Manu Chao)
- 2011 Premio Iris uruguayo: Canciones Propias Mejor disco del año.
- 2011 Premios Graffiti a la música uruguaya: Canciones Propias Mejor álbum del año, Mejor álbum de música popular y canción urbana y Mejor diseño de arte.
- 2012 Premio Graffiti a la Trayectoria.
- 2013 Premio Graffiti: Intro Mejor diseño de arte.
- 2018, Ciudadano Ilustre de Montevideo.[11]

Participaciones en discos
- Eduardo Darnauchans, Sin perder el tiempo (1991)
- Susana Bosch, el Compañero (canciones infantiles)
- Jorge Drexler, ECO (1998)
- Liliana Herrero, Litoral, (2005)
- Fernando Santullo, Bajo Fondo Presenta: Santullo, (2009)